# Экономика Мемфиса

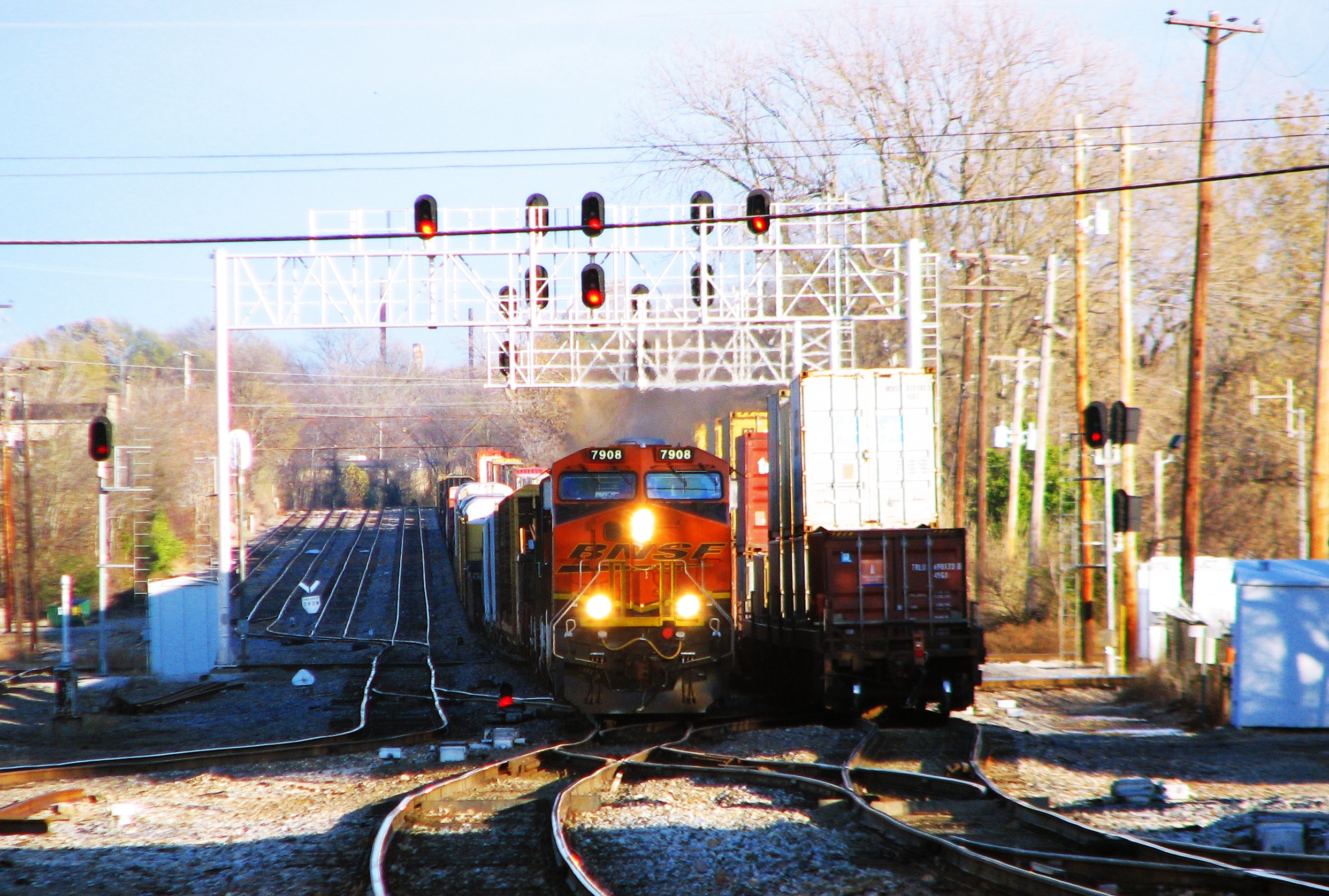
Грузовые поезда в Мемфисе движутся по направлению к Миссисипи.

Экономика Мемфиса во многом определяется географическим расположением. Город расположен в идеальном месте для транспорта и торговли: на западе от него протекает река Миссисипи, его пересекают две межштатные автомагистрали США, семь автомагистралей и множество грузовых железнодорожных путей.
Являясь крупным транспортным узлом объединяющим речной, автомобильный и железнодорожный транспорт, город Мемфис сфокусировал свою экономическую деятельность на распределительных и логистических операциях в Центральной части США. Таким, например, является международный аэропорт Мемфиса, который является основным центром обработки отправлений FedEx, крупнейший в мире по грузообороту в тоннах.
Город имеет речной порт.
В Мемфисе располагаются головные офисы множества национальных и международных корпораций, которые представляют 22 страны и работают в 150 направлениях бизнеса. Так, предприятие Memphis Light, Gas and Water («MLG&W») одно из крупнейших в США в сфере коммунального хозяйства; город является родиной фармацевтической корпорации «Schering-Plough Corporation».
9 компаний из списка Fortune 1000 расположены в Мемфисе; три компании из списка Fortune 500 располагаются в Мемфисе.
Процветающие ныне отрасли включают финансовые услуги, пищевую промышленность, фармацевтику и направления связанные с медицинским оборудованием. Сфера услуг становится наиболее крупной частью и занимает до 27 % от общей суммы источников дохода и заработной платы.

## История
Количество производственных предприятий в городе в последние годы уменьшается, несмотря на то, что хорошая транспортная доступность является преимуществом для промышленности. Так, по сравнению с 50-ми годами XX века город покинули предприятия по сборке автомобилей, оборудования для сельского хозяйства, деревообрабатывающая промышленность, производство автомобильных покрышек.
В середине 70-х XX века этот небольшой город на юге США был четвертым по величине звукозаписывающим центром в мире, а музыкальная индустрия — третьим работодателем в городе (в музыкальных энциклопедиях город часто называют столицей рок-н-ролла); так, поместье Graceland, где жил Элвис Пресли, стало вторым по посещаемости местом в стране после Белого дома в Вашингтоне.
В 2000 году американский журнал «Inc.» поставил Мемфис под номером 8 в список 50 самых лучших городов США для начала малого бизнеса. Также журнал отметил экономическую модель города как одну из самых успешных на юге и признал что город входит в Топ 10 крупнейших рынков за последнее десятилетие.

## Компании расположенные в Мемфисе

### Публичные компании
- AutoZone Incorporated (NYSE:AZO), владеет более чем 5000 автомагазинами в США и Мексике.
- FedEx (NYSE:FDX), крупнейшая в мире компания по авиаперевозкам.
- First Horizon National Corporation (NYSE:FHN), крунейшая банковская группа First Tennessee Bank.
- Fred's Stores (NASDAQ:FRED), сеть магазинов дискаунтеров.
- GTx (NASDAQ:GTXI), фармацевтическая компания.
- International Paper (NYSE:IP), деревоперерабатывающая компания (целлюлозно-бумажный комбинат).
- Mueller Industries (NYSE:MLI), фитинговый машиностроительный завод .
- Thomas & Betts (NYSE:TNB), производитель электроустановочной техники и разъемов.
- Wright Medical Group (NASDAQ:WMGI), производитель ортопедических медицинских изделий.
- Verso Paper (NYSE:VRS), деревоперерабатывающая компания.

### Частные компании
- Baker, Donelson, Bearman, Caldwell & Berkowitz, юридическая компания
- Belz Enterprises, компания недвижимости — строит, владеет и управляет недвижимостью в США и Пуэрто-Рико[3]
- EgglestonWorks, компания по производству аудиотехники класса Hi-End[4] — штаб-квартира и производственные цеха.
- Guardsmark, компания по охране и частным расследованиям[5]
- Katt Международные перевозки[6]
- Lenny's Sub Shop, сеть ресторанов
- Malco Theatres, сеть мобильных театров
- Ozark Motor Lines, транспортная компания[7]
- Perkins and Marie Callender's, сеть ресторанов
- ServiceMaster, управляет множеством сервисно-ориентированных компаний, в том числе TruGreen LawnCare, TruGreen LandCare, Terminix, American Home Shield, Furniture Medic, AmeriSpec, ServiceMaster Clean, and Merry Maids.[8]
- Varsity Brands, производитель форменной одежды.
- American Residential Services, так же известна как ARS/Rescue Rooter[9]
- City Gear, сеть магазинов повседневной одежды.